# 中川朋美
中川朋美（なかがわともみ、1988年6月3日 - ）は、日本の女優、元グラビアアイドル。熊本県出身。ストーリーファクト所属。

## 略歴・来歴
2009年1月、グラビアアイドルとしてデビュー。デビュー当初は103cm・Jカップの豊胸を生かし、イメージDVDや写真集などのグラビア活動を柱にしていたが、同年9月、舞台「喀血!!銀玉高校応援団 〜紅色花吹雪篇〜」の出演を皮切りに、舞台女優としての活動も開始。
SDN48第3期生オーディションでは不合格となった。
2022年5月9日に結婚したことを自身のTwitter（現・X）で報告した。なおグラビアアイドルとしては結婚よりかなり前に卒業し女優業にシフトしている。

## 出演

### バラエティ
- 『ぷっ』すま（2009年7月21日、テレビ朝日） - ザ・ギリギリマスター・水着コーナー

### テレビドラマ
- ドラマ24 撮らないで下さい!!グラビアアイドル裏物語（2012年、テレビ東京） - ナカガワトモミ役

### 舞台
- 喀血!!銀玉高校応援団 〜紅色花吹雪篇〜（2009年9月、エアースタジオ）
- それゆけ!遠山一家 〜ヤスの恋破れ、雨…〜（2009年11月、エアースタジオ）
- 海冥の城 白の姫君（2009年12月、アミプロ、北沢タウンホール）
- シャバ・ダバ・ドゥ〜塀の中の艶やかな面々〜（2010年6月、夢企画、タイニイアリス）
- 劇団空感エンジン制作 「プレイス」（2010年9月、アクアスタジオ）
- FULLMONTY「JACK in the PENSION」（2010年12月23日 - 27日、相鉄本多劇場）
- 漂流劇（2011年3月9日 - 13日、エアースタジオ）
- 「プレイス 特別版〜海の家借りちゃいました〜」（2011年9月21日 - 25日、アクアスタジオ）
- FULLMONTY「秘密合コン倶楽部」（2012年2月8日 - 12日、相鉄本多劇場）
- 万本桜企画「〜AduLt〜」（2012年9月26日 - 30日、千本桜ホール）[2]

### ミュージックビデオ
- あいみょん「ナウなヤングにバカウケするのは当たり前だのクラッ歌」（2015年9月29日）パイオツカイデー役

## リリース作品

### DVD （イメージビデオ）
1. 『J-103という爆乳伝説』（2009年1月29日、オルスタックピクチャーズ）
2. 『メロンパン』（2009年5月1日、グラッソ）
3. 『たわわっ』（2009年8月26日、彩文館出版）
4. 『天然水』（2009年12月5日、QH映像）
5. 『超乳』（2010年4月28日、オルスタックピクチャーズ）
6. 『REBELUTION』（2010年8月21日、イーネット・フロンティア）
7. 『gypsy』（2011年2月25日、グラッソ）
8. 『Destructive』（2011年5月20日、M.B.Dメディアブランド）
9. 『Junction』（2011年8月26日、グラッソ）
10. 『爆乳宣言!』（2011年11月29日、オルスタックピクチャーズ）
11. 『むちぷりっ!!x本当にデカップ』（2012年2月24日、M.B.Dメディアブランド）[3]
12. 『デカ過ぎ!!』（2012年6月29日、グラッソ）
13. 『BQ』（2012年11月25日、エアーコントロール）[4]
14. 『メロンソーダ』（2013年2月27日、オルスタックピクチャーズ）
15. 『103J』（2013年7月26日、キングダム）
16. 『白桃乳』（2013年9月13日、キングダム）

### 写真集
- J-SHOCK（2009年7月29日、彩文館出版、撮影：野川イサム）ISBN 978-4775604069
- Junction（2011年6月、音楽専科社、撮影：会田定広）ISBN 978-4872792430

#### 電子書籍
- KENFACTORY Vol.170 中川朋美 「Jカップ 2010」（2010年5月27日）

### WEB
- 中川朋美（ミート・ザ・ガール）